# Gamasomorpha sculptilis
Gamasomorpha sculptilis là một loài nhện trong họ Oonopidae.
Loài này thuộc chi Gamasomorpha. Gamasomorpha sculptilis được Tord Tamerlan Teodor Thorell miêu tả năm 1897.